# Планер (конфигурация клеточного автомата)
Пла́нер, или гла́йдер (англ. glider) — пятиклеточная конфигурация в игре «Жизнь», способная перемещаться в двумерном поле с квадратными ячейками.
Планер был открыт в 1970 году Ричардом Гаем, когда группа Конвея пыталась отследить развитие R-пентамино. Планер является наименьшим, первым обнаруженным и наиболее часто возникающим «космическим кораблём» в «Жизни» и перемещается по диагонали со скоростью, равной 1/4 «скорости света».

## Происхождение названия
Конфигурация планера на каждом ходу может рассматриваться как зеркальное отражение его же конфигурации два хода назад, сдвинутое в направлении движения. Такое преобразование называется скользящей симметрией или скользящим отражением (англ. Glide reflection), откуда и было образовано англоязычное название «glider» (буквально «скользящий»). Одновременно это слово означает по-английски планёр, откуда и возник русскоязычный вариант «планер».

## Значение
Планеры имеют большое значение в «Жизни», поскольку они часто возникают в процессе эволюции, могут образовывать новые конфигурации при столкновении и могут быть использованы для передачи информации на большие расстояния. К примеру, при столкновении восьми планеров может образоваться планерное ружьё Госпера. Целенаправленное построение заданных конфигураций путём столкновения планеров получило название глайдерного синтеза.
Блоки, ульи, мигалки, светофоры могут быть получены столкновением всего двух планеров. Требуется три планера, чтобы построить космический корабль или пентадекатлон.
С помощью планеров можно конструировать счётчики, логические вентили И, ИЛИ, НЕ. С использованием планеров можно доказать, что «Жизнь» в качестве вычислительной машины является полной по Тьюрингу.

## Эмблема хакеров
Эрик Рэймонд в 2003 году предложил использовать планер в качестве эмблемы хакеров.

## Внешние ссылки
- Glider at the LifeWiki
- The Glider: Proposal for a Hacker Emblem